# Arganträd
Arganträdet (Argania spinosa) är en växt i familjen sapotillväxter. Det växer naturligt i sydvästra Marocko, främst i regionen kring Agadir och Sousdalen, mellan Atlantens kust och Atlasbergen. Det växer på en höjd av upp till 1 500 meter över havet på Höga Atlas södra sluttningar och på upp till 1 700 meters höjd på Anti-Atlas västra sluttningar. Det växer även naturligt i ett område nordväst om Tindouf i sydvästra Algeriet.
Unesco anser att arten är hotad och upprättade 1998 ett biosfärområde, med namnet Arganeraie, i och omkring Sous-Massa nationalpark. Målet är att bevara arten och att bedriva forskning kring trädets användningsområden samt dess fysiska och socioekonomiska omgivning. Ur trädens frön framställs arganolja som används som en matolja samt i skönhetsprodukter. Traditionellt används den även i medicinskt syfte mot olika hudåkommor. Oljan är rik på vitamin E, antioxidanter och essentiella fettsyror. Fruktkött och bladverk ger föda åt boskap, särskilt getter. Dess timmer och ved har länge använts av lokalbefolkningen och träet är hårt och hållbart. Träden ger även skugga och har en viktig roll i ekosystemen och för att motverka jorderosion och ökenspridning i de torra till halvtorra områden där de växer.
Arganträdet är idag den enda arten i familjen sapotillväxter som växer i den subtropiska zonen. Alla andra arter i familjen hör hemma i den tropiska zonen.

## Beskrivning
Trädet blir vanligen inte högre än 10 meter, men kan ibland bli högre. Ett träd har uppmätts till 21 meter med en stamdiameter på 1 meter. Trädet har en stor och vid rundad, ibland paraplyformad, krona och grenarna hänger ofta ner mot marken. Trädet är väl anpassat för torra till halvtorra områden och har djupa rötter för att kunna nå vatten långt ner i marken. Dess rötter kan nå ett djup på 30 meter. Det klarar sig med endast 100–300 mm nederbörd om året och kan uthärda längre tider utan regn och temperaturer på över 40 °C, till och med upp till 50 °C. I det område där trädet växer är årsmedeltemperaturen 18–20 °C och årsnederbörden 100–500 mm. Arten är väl anpassad till fattiga jordar och klarar att växa på kalkhaltiga och sandiga marker. Arten undviker dock drivande sand och trivs inte heller på blöt och dåligt dränerad jord. Trädet är även känsligt för kyla och tål köldperioder med minusgrader dåligt. Dess rötter bildar mykorrhiza med mikroskopiska svampar som hjälper till att förse trädet med näringsämnen och träden förser i sin tur svamparna med vatten. Arten växer och sprider sig sakta men är långlivad och ett träd kan bli 150–400 år gammalt. Trädet bildar öppnare skogar eller växer i glesare dungar och lundar eller solitärt i landskapet. Arten kan beroende på förutsättningarna i omgivningen även ha ett buskigt växtsätt. Det existerar flera olika fenotyper med vissa skillnader i blad- och fruktform.

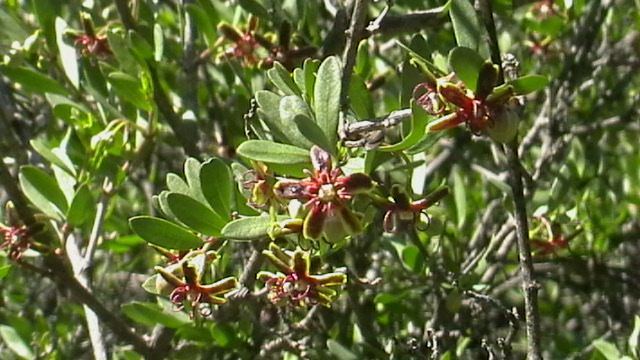
Blommor.

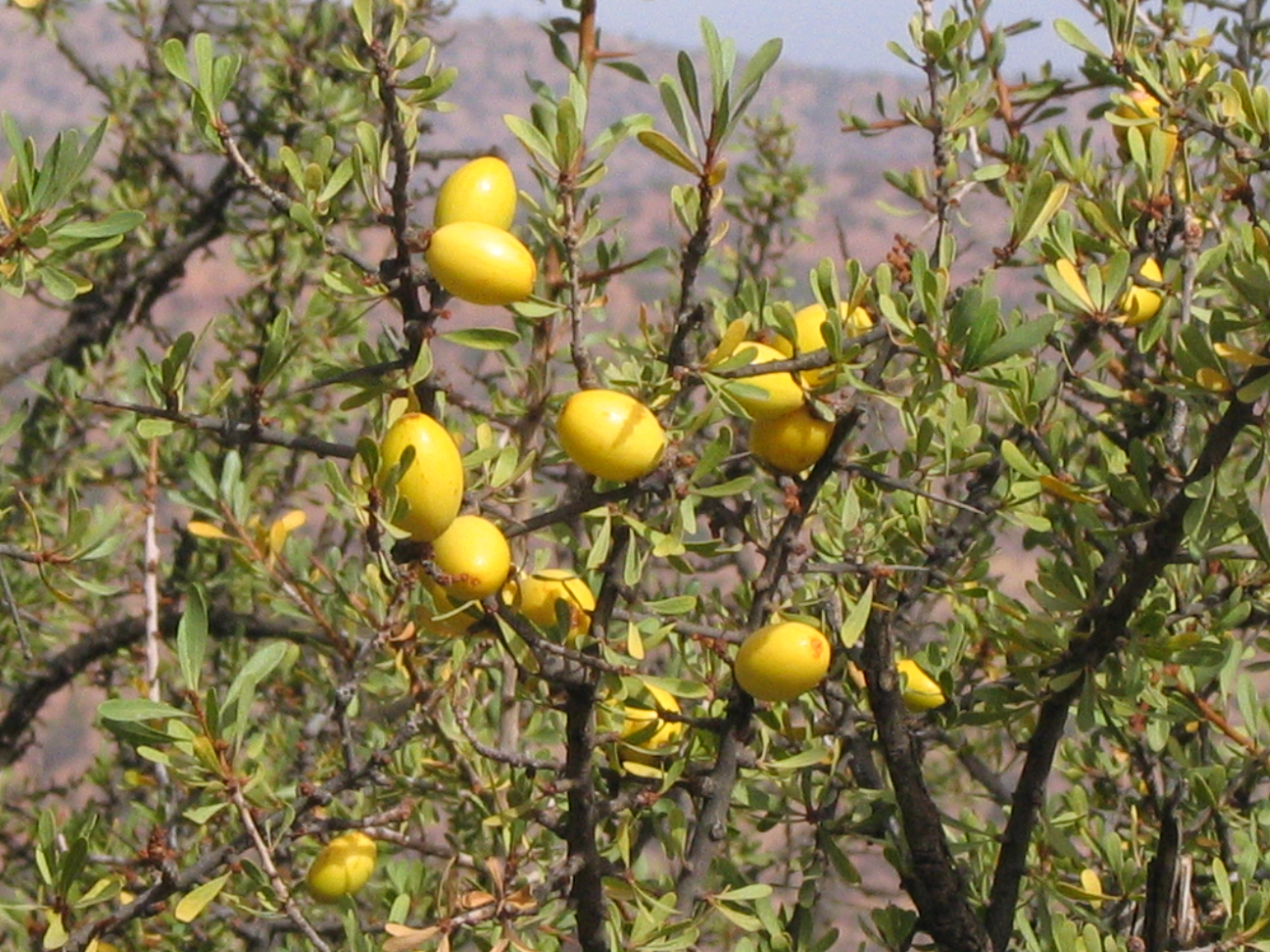
Mogna frukter.

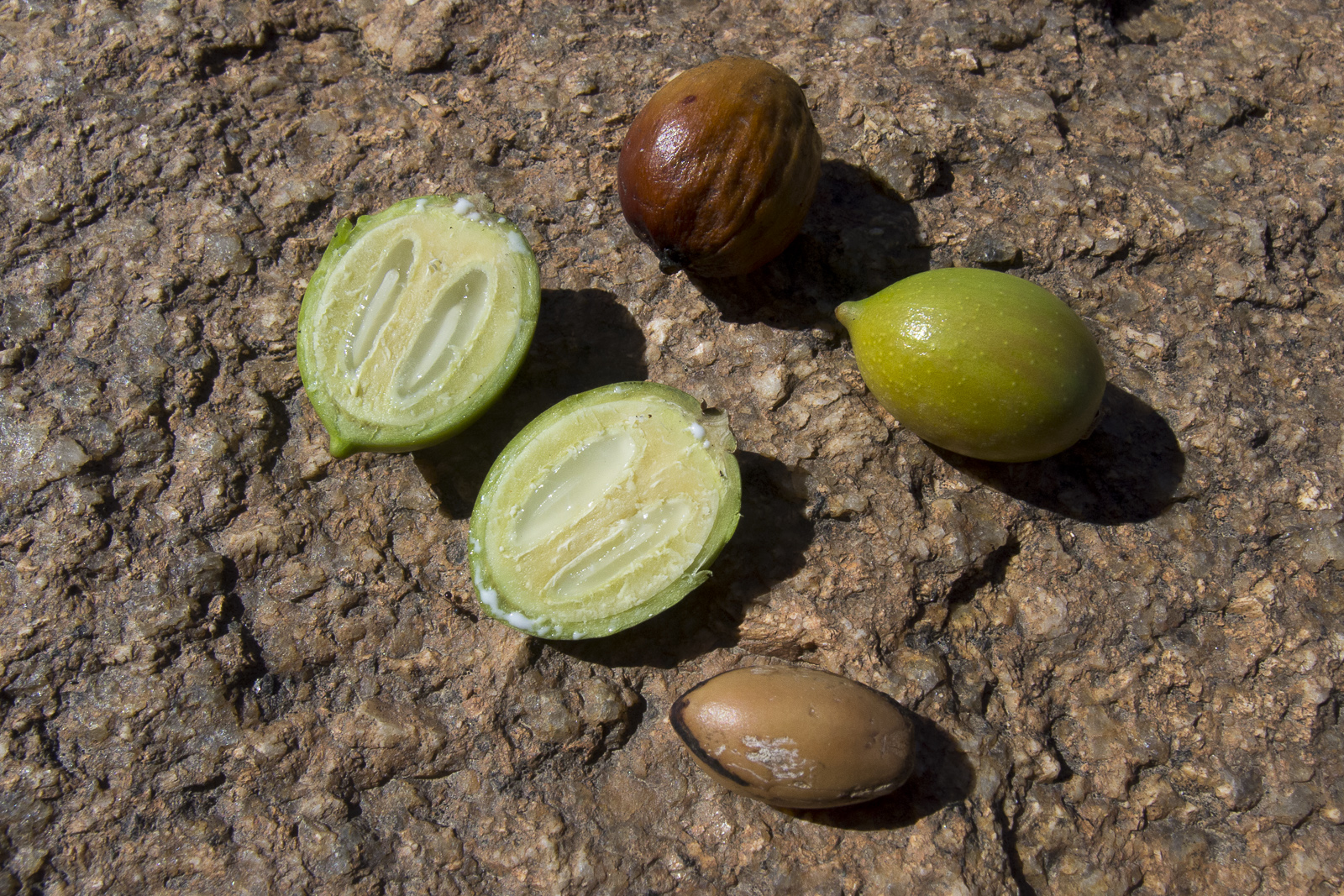
Till vänster syns en delad omogen frukt. Överst och till höger syns hela frukter. Nederst syns en kärna, argannöten.

Trädet är normalt städsegrönt men vid svår torka kan det fälla alla sina blad och gå in i ett dvalaliknande, inaktivt tillstånd. I detta tillstånd kan det överleva i flera år för att åter utveckla blad när det på nytt blir fuktigare. Trädet utvecklar ofta vridna stammar och förgrenar sig tätt. Barken är skrovlig, grenarna är törniga och bladen är gröna och små. Bladen är väl anpassade för att ta upp all tillgänglig fukt ur luften. Den huvudsakliga blomningen börjar i april eller maj och pågår till juni. Frukterna mognar i juni eller juli nästa år. Det tar alltså upp till ett år för frukten att mogna. En andra blomning kan komma på hösten, beroende på tidiga säsongsvisa regn. Trädet kan således bära blommor och frukt samtidigt. Blommorna är små och grönaktiga till gröngulaktiga. Frukten är gröngul och blir gul när den mognar. Frukten har ett tjockt, klibbigt och bittert skal och är rundad, oval eller äggformad och 2–4 cm lång. Botaniskt sett är frukten ett bär. Fruktköttet omsluter en hård kärna som innehåller 1–3 mandelformade frön. Den hårda inre kärnan är cirka 2 cm lång och består av fröets eller de tätt sittande frönas sammanvuxna fröskal och brukar i vardaglig mening kallas nöt. Fullt mogna frukter faller till marken där de torkar och blir rynkiga och bruna. Trädet kan börja bära frukt när det är 5–6 år men maximal produktion uppnås först vid omkring 60 år. I genomsnitt producerar ett träd 8 kg frukt om året. Ett friskt träd i god produktiv ålder kan producera upp till 30 kg frukt om året. Kärnorna, argannötterna, utgör 10–20 % av fruktens vikt.

## Utbredning och status
Arganträdet betraktas som en relikt från tertiärperioden. Det har sitt ursprung i sydvästra Marocko, samma område som det idag växer i. Det hade före nedisningarna under kvartär en större utbredning som omfattade en stor del av Nordafrika. Under istiderna under kvartär försvann dock trädet från alla områden i Nordafrika förutom Sousdalen, där förhållandena för dess överlevnad fortsatte att vara gynnsamma.
Idag växer arganträdet naturligt nästan bara i sydvästra Marocko, främst i regionen kring Agadir och Sousdalen, från Safi i norr till den sahariska kusten och Saharas utkanter i söder och mellan den atlantiska kusten i väst och Atlasbergen i öster. Det växer på en höjd av upp till 1 500 meter över havet på Höga Atlas södra sluttningar och på upp till 1 700 meters höjd på Anti-Atlas västra sluttningar. Små naturliga bestånd finns vid Oued Grou nära Rabat och Beni Snassen nära Oujda i norra Marocko. Trädet växer även naturligt i ett område nordväst om Tindouf i sydvästra Algeriet.
Unesco anser att arten är hotad och upprättade 1998 ett biosfärområde, med namnet Arganeraie, i och omkring Sous-Massa nationalpark. Målet är att bevara arten och att bedriva forskning kring trädets användningsområden samt dess fysiska och socioekonomiska omgivning. Arganskogarnas utbredning har minskat i omfattning under de senaste decennierna. Mellan 1990-talet och 2000-talet minskade skogarna med mer än en tredjedel. Hoten mot arganskogarna har bland annat ansetts vara urban expansion och expansionen av jordbruket som omvandlat arganskogar till jordbruksmark samt överbetning av getter och överutnyttjande av veden som bränsle. Även klimatförändringar spelar in som ett hot mot arten. Skyddsåtgärder har bland annat bestått i återplanteringsprogram och införandet av lagar som reglerar nyttjandet samt försök att öka trädens ekonomiska värde på ett hållbart sätt. Arganträden har en viktig roll i ekosystemen och står för många viktiga ekosystemtjänster såsom att motverka jorderosion och ökenspridning i de torra till halvtorra områden där det växer. Att bevara dem för framtiden är således angeläget.

## Användning

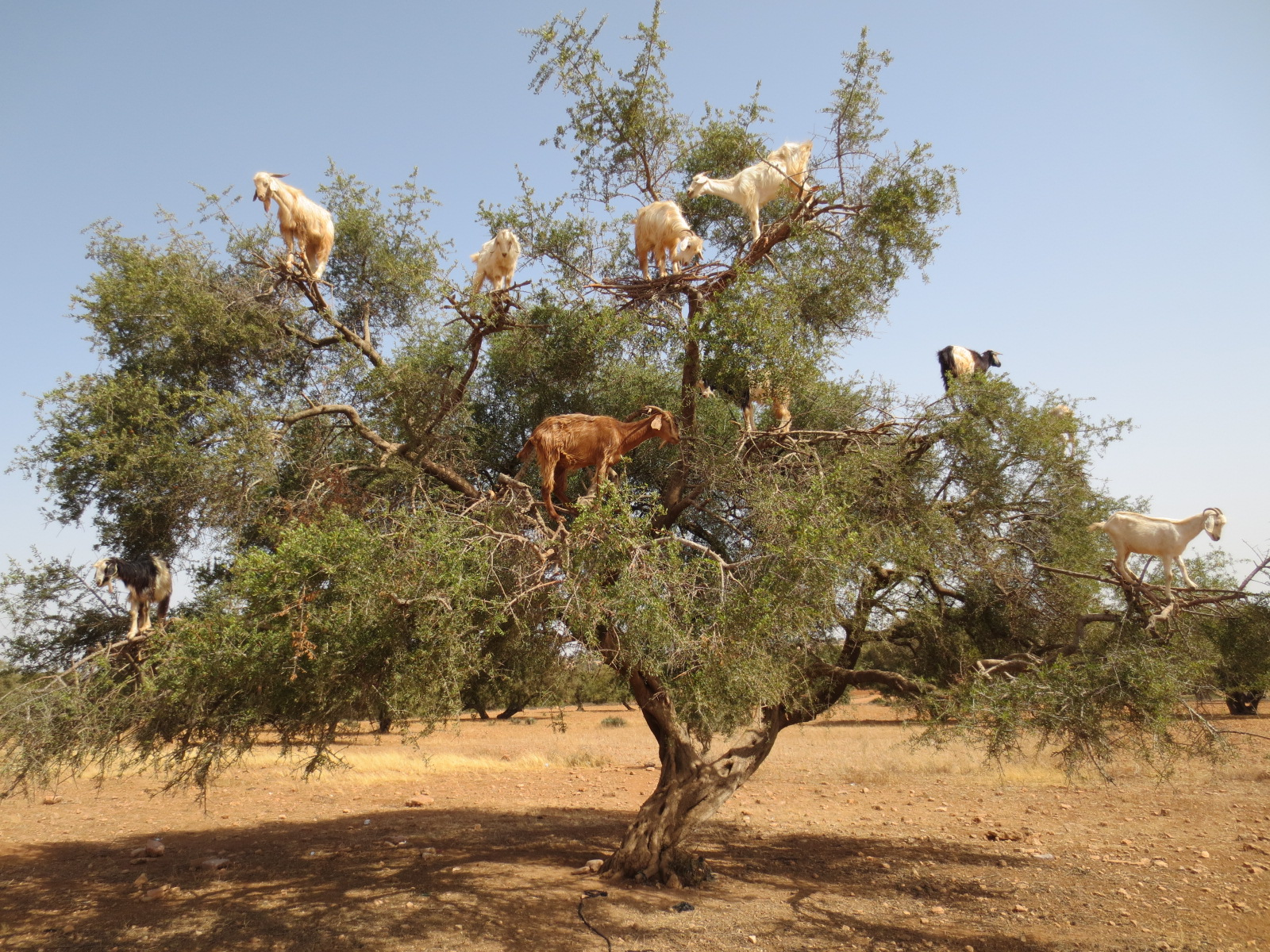
Getter som betar i ett arganträd.

I sitt ursprungsområde har arganträdet stor betydelse för landsbygdens ekonomi. De flesta som bor i området är berber och arganträdet är där på landsbygden basen för en mikrosociologi som har utvecklats under århundraden. Den huvudsakliga och mest värdefulla produkten från trädet är arganoljan, som framställs ur trädets frön. Själva frukten har ett bittert skal och innehåller en för människor oangenäm mjölksaft men fruktkött och bladverk är föda för boskap, särskilt getter men även får, kameler och nötboskap. Pressresterna från oljetillverkningen formas till kakor och dessa kakor används också som föda för boskap. Dock äts de inte av hästar. Barn bör inte ges mjölk från djur som har utfodrats med kakorna, då det kan orsaka diarré hos barnet. Träden ger även skugga åt människor, boskap och betesmarker. Dess timmer är hårt och hållbart och har länge använts som byggnadsmaterial, till hus, staket, snickerier, verktyg och redskap med mera. Dess ved har använts vid matlagning och uppvärmning. Bin bygger ofta bo i träden och dessa bisamhällen ger honung.

### Arganolja
Arganolja är en gul vegetabilisk olja som framställs ur arganträdets frön. Oljan är rik på vitamin E, antioxidanter och essentiella fettsyror. I ursprungsområdet har oljan använts mycket länge. Oljan används traditionellt som en matolja i det marockanska köket. Den används också som en skönhetsprodukt, bland annat för att motverka uttorkning av huden och för att ge håret styrka och lyster och den kan även användas för att tillverka en sorts gul tvål. Inom folkmedicinen har oljan använts mot olika hudåkommor, alltifrån akne till vattkoppor och brännsår. Oljan betraktas traditionellt som allmänt hälsosam och även som ett afrodisiakum.
Oljan var känd av fenicierna och den omnämns i en text om läkemedel av Abu Muhammad ibn al-Baitar från 1219.
Arganolja importerades till Europa redan på 1700-talet men kunde inte konkurrera med olivoljan. I slutet av 1900-talet steg arganoljan snabbt i popularitet och pris när dess användbarhet och egenskaper som en skönhetsolja och ingrediens i kosmetiska produkter fick uppmärksamhet internationellt. Oljan betingar mycket höga priser jämfört med de flesta andra vegetabiliska oljor. De höga priserna beror på arganträdets begränsade förekomst och på att det går åt en stor mängd frukt per liter framställd olja samt på att framställningen är tidskrävande och efterfrågan ökande. För att framställa en liter arganolja behövs ungefär 35 kg torkad frukt vilket motsvarar cirka 100 kg färsk frukt.

#### Tillverkning

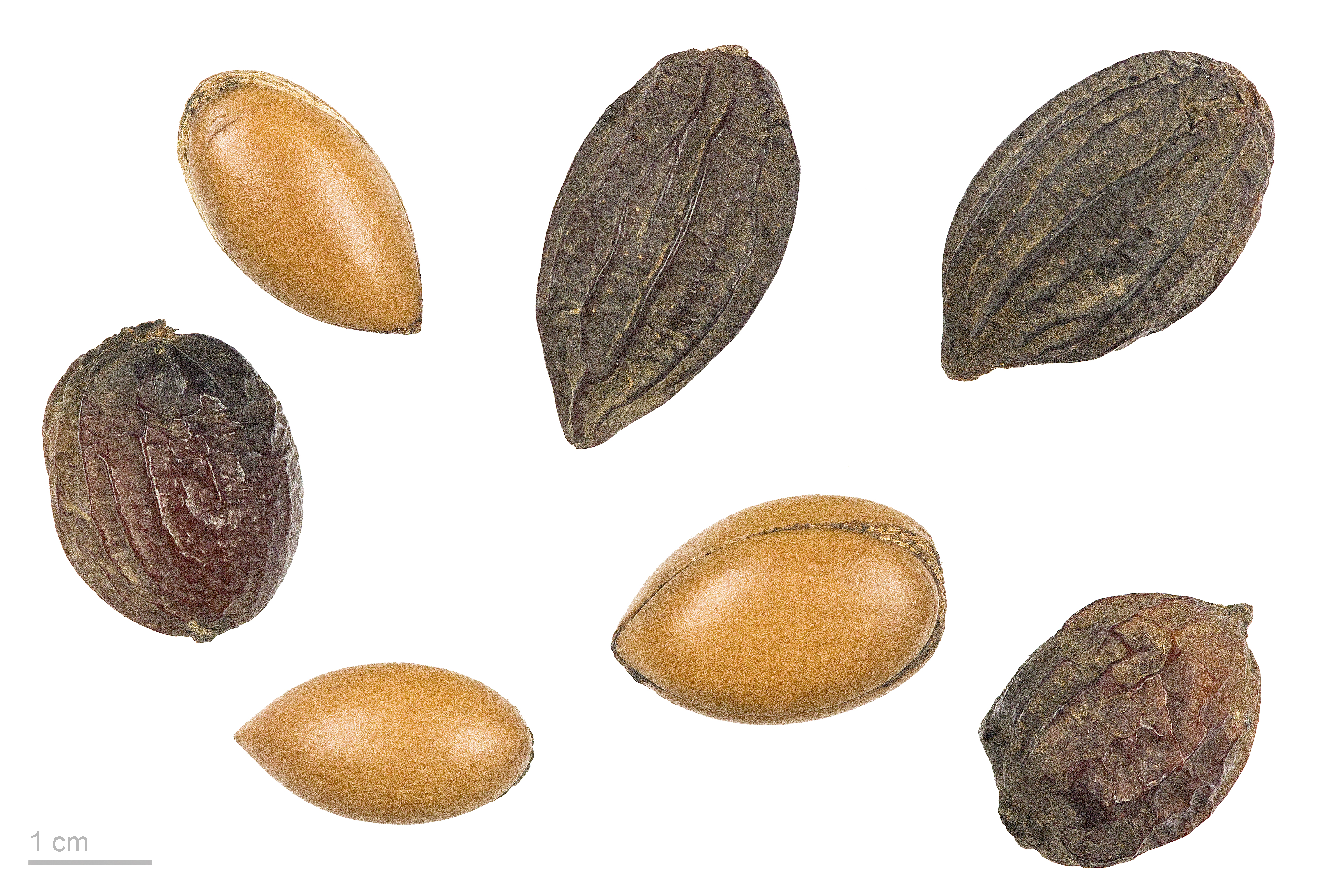
Torkade frukter och kärnor, argannötter.

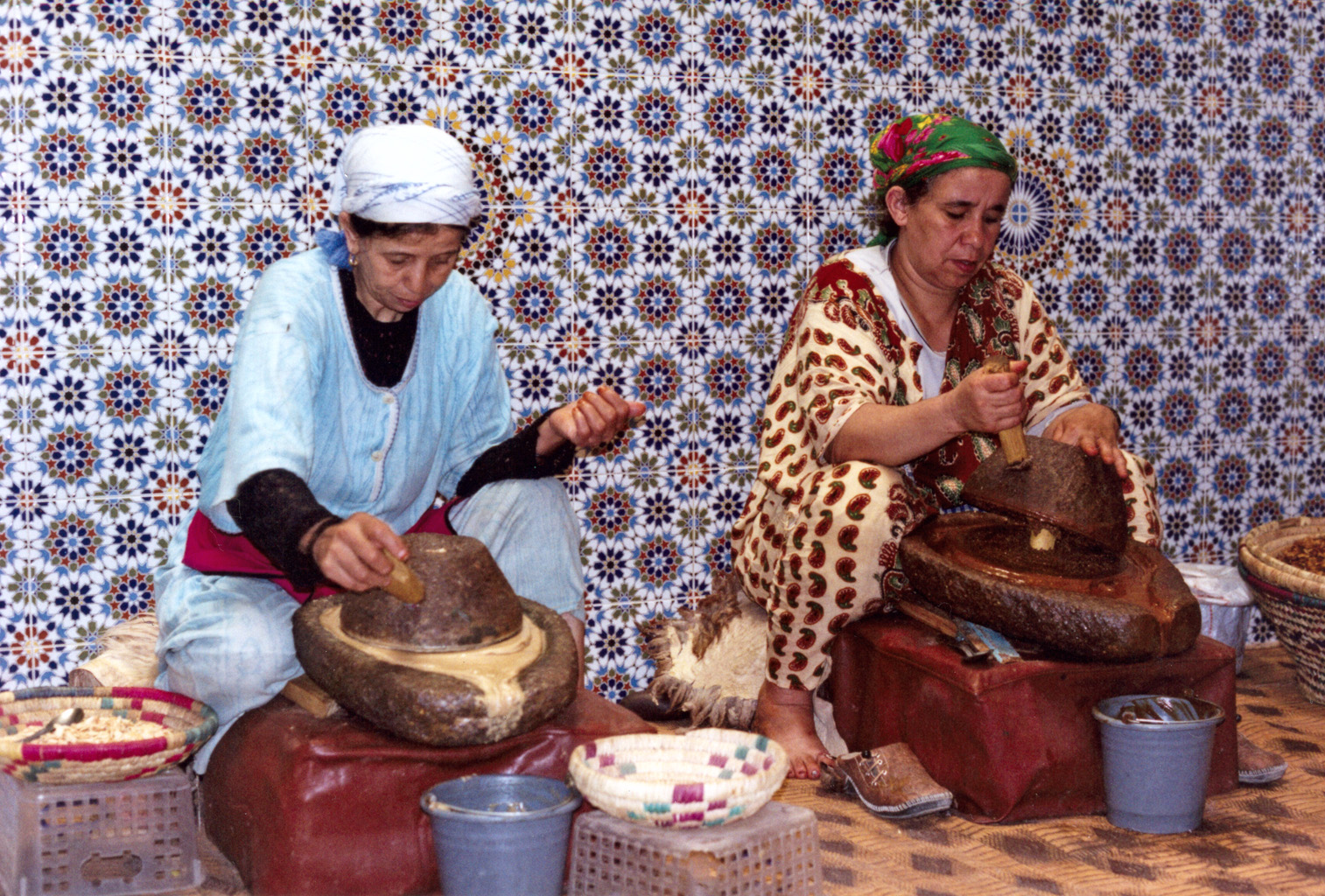
Produktion av arganolja på traditionellt vis, med hjälp av en traditionell kvarn.

Arganolja framställs genom en process i flera steg. Tillverkningen skiljer sig åt på en viktig punkt beroende på ändamålet med oljan; om oljan ska användas som matolja rostas fröna, men om oljan är avsedd som skönhetsolja och för kosmetiska ändamål rostas inte fröna, utan kallpressas. Oljan framställs traditionellt för hand av kvinnor, eller delvis för hand i en modernare halvmekaniserad process, när det gäller matolja eller ren skönhetsolja. Kosmetisk olja som blandas i andra produkter tillverkas industriellt. Nedan beskrivs den traditionella manuella tillverkningsmetoden.
Arganfrukterna skördas från mitten av maj till september. Traditionellt skördas frukterna för hand då de faller ned från träden. Detta eftersom de törniga grenarna gör det svårt att för hand plocka frukten från träden. Frukt som är mogen men som ännu inte fallit kan slås ned från grenarna. Frukterna samlas ihop och läggs sedan ut och får torka i solen. Detta eftersom den färska frukten är mycket svår att skala för hand på ett effektivt sätt. Hur länge frukterna får torka kan variera, men det tar minst ett par dagar och 10–15 dagar har ansetts som en optimal tid. Då frukten torkas blir den rynkig och brun, torr och spröd, och dess yttre skal och fruktmassa kan då manuellt enklare skiljas från själva kärnan, argannöten. Dessa nötter knäcks traditionellt för hand av kvinnorna med hjälp av två för ändamålet speciellt formade stenar (en större sten vilken används som underlag och en annan mindre sten som hålls i handen och används för att knäcka kärnorna) för att komma åt fröna inuti. Kvinnorna håller nötterna på underlaget mellan tummen och pekfingret och knäcker dem genom ett kraftigt slag med den mindre stenen som de håller i sin andra hand. Vid framställning av matolja är nästa steg att fröna rostas försiktigt, traditionellt över en eld. Rostningen ger oljan dess karaktäristiska smak. Efter rostningen mals fröna i en hemgjord liten stenkvarn, en typ av kvarnsten. Den resulterande brunaktiga trögflytande vätskan bearbetas för hand och ljummet vatten tillsätts tills en degartad massa bildas. Denna knådas (handpressas) tills den släpper ifrån sig en oljig emulsion från vilken oljan sedan kan separeras genom dekantering. Oljan kan renas ytterligare genom filtrering innan den hälls upp på flaskor. Processen är arbetsam och även tidskrävande då det tar 24 timmar att producera en liter olja.
I Marocko har det sedan mitten på 1990-talet bildats flera kvinnokooperativ som både tillverkar och säljer oljan, något som gett landsbygdens kvinnor en möjlighet till egen inkomst. Tidigare, innan kvinnokooperativen började bildas, tillverkades oljan av kvinnor, men männen skötte försäljningen och bestämde över inkomsten. Kooperativen tillverkar numera ofta oljan genom den halvmekaniserade processen, som liknar den traditionella processen förutom att vissa steg i tillverkningen som varit möjliga att standardisera har mekaniserats, såsom rostningen (sker i ugn) och pressningen av fröna (sker mekaniskt). Det har gjort tillverkningsprocessen mindre slitsam och reducerat tillverkningstiden, samt stabiliserat och höjt kvaliteten på oljan. Kooperativen tillverkar matolja och ren skönhetsolja. Då det gäller kosmetisk olja avsedd att blandas i andra produkter för hudvård och hår är det en billigare produkt som tillverkas industriellt i fabriker.
Då getter äter arganfrukterna passerar själva kärnan, argannöten, på grund av dess hårdhet oskadd genom matsmältningen och spottas ut genom idissling. Dessa kärnor används inte för att göra arganolja till matlagning eftersom sådan olja får en besk smak eller för att göra högkvalitativ skönhetsolja eller kosmetisk olja.

#### Matlagning

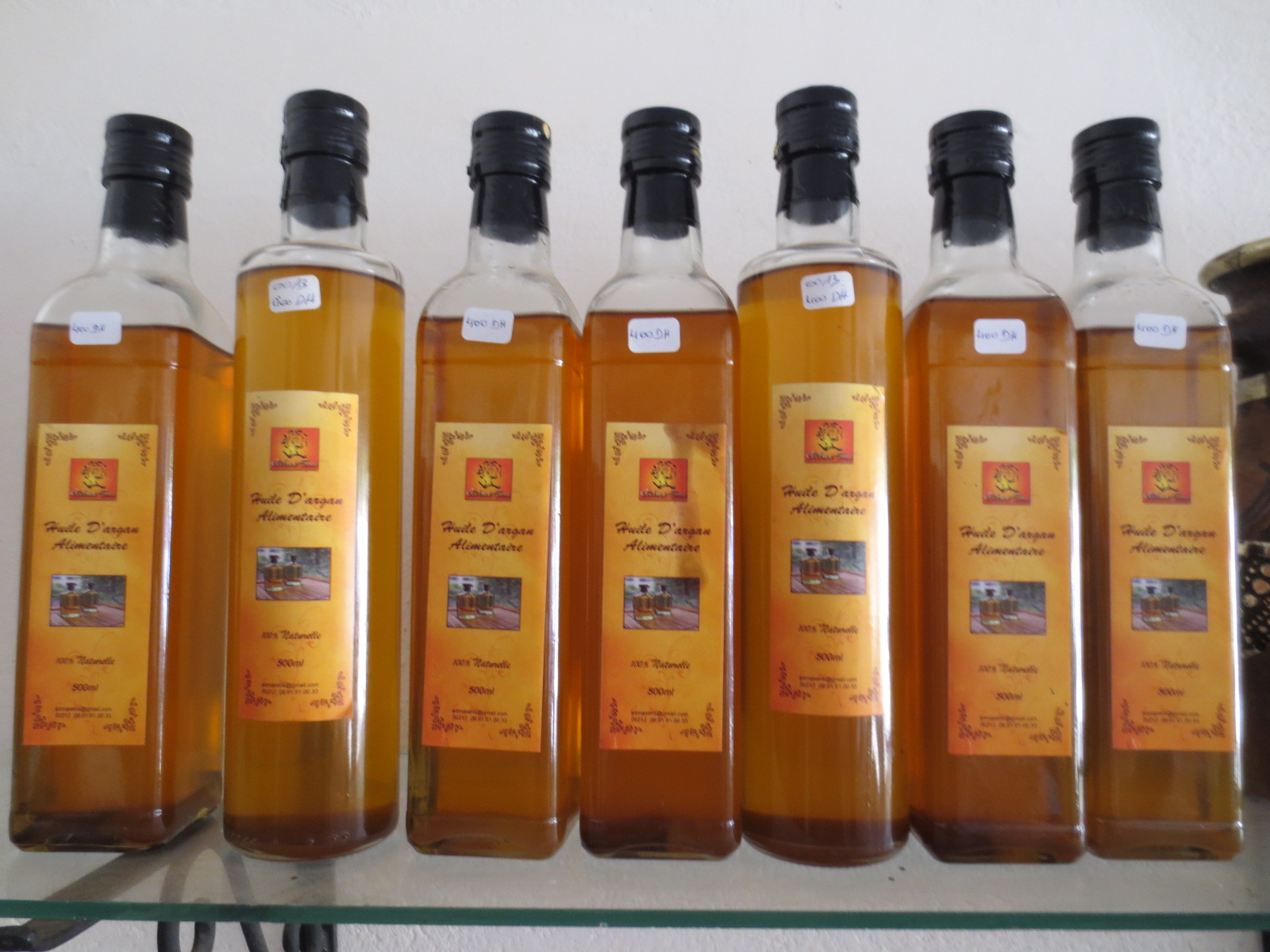
Arganolja i flaskor.

Arganolja räknas som en mycket exklusiv matolja och betingar höga priser. År 2010 låg priset på upp mot 1 000 kronor per liter. Färgen är djup gyllene, ofta med en rödaktig skiftning. Smaken är kraftig, nötaktig och lite skarp. Det är rostningen av fröna som ger oljan den eftersträvade nötaktiga smaken. I Marocko är det vanligt att servera oljan tillsammans med honung till bröd, eller blandad med honung, smör och rostad krossad mandel som amlou, en sorts dipp till bröd. Oljan används också som smaksättare i couscous- och taginerätter och i kött- och fiskrätter. Hållbarheten för oljan är upp till 2 år.

#### Kosmetika
Kallpressad arganolja används som en skönhetsolja för hud, hår och naglar och även som en ingrediens i andra kosmetiska produkter, såsom tvål och schampo. Oljan anses motverka uttorkning och åldrande av huden och ge håret styrka, mjukhet och lyster och verka stärkande för naglarna.

#### Farmakologi
Arganoljan har under senare år rönt ett ökat intresse inom farmakologin och man bedriver forskning om dess egenskaper. Inom folkmedicinen har den många påstådda hälsosamma och medicinska egenskaper, men alla dessa är inte bevisade vetenskapligt. Undersökningar har visat att oljan är rik på vitamin E, antioxidanter och essentiella fettsyror och innehåller ämnen med kolesterolsänkande egenskaper.
Fall av allergi mot arganolja har dock rapporterats. Det beror på närvaron av ett protein som tillhör gruppen oleosiner (en) och som också kan hittas i jordnötter och sesamfrön.

## Referenser

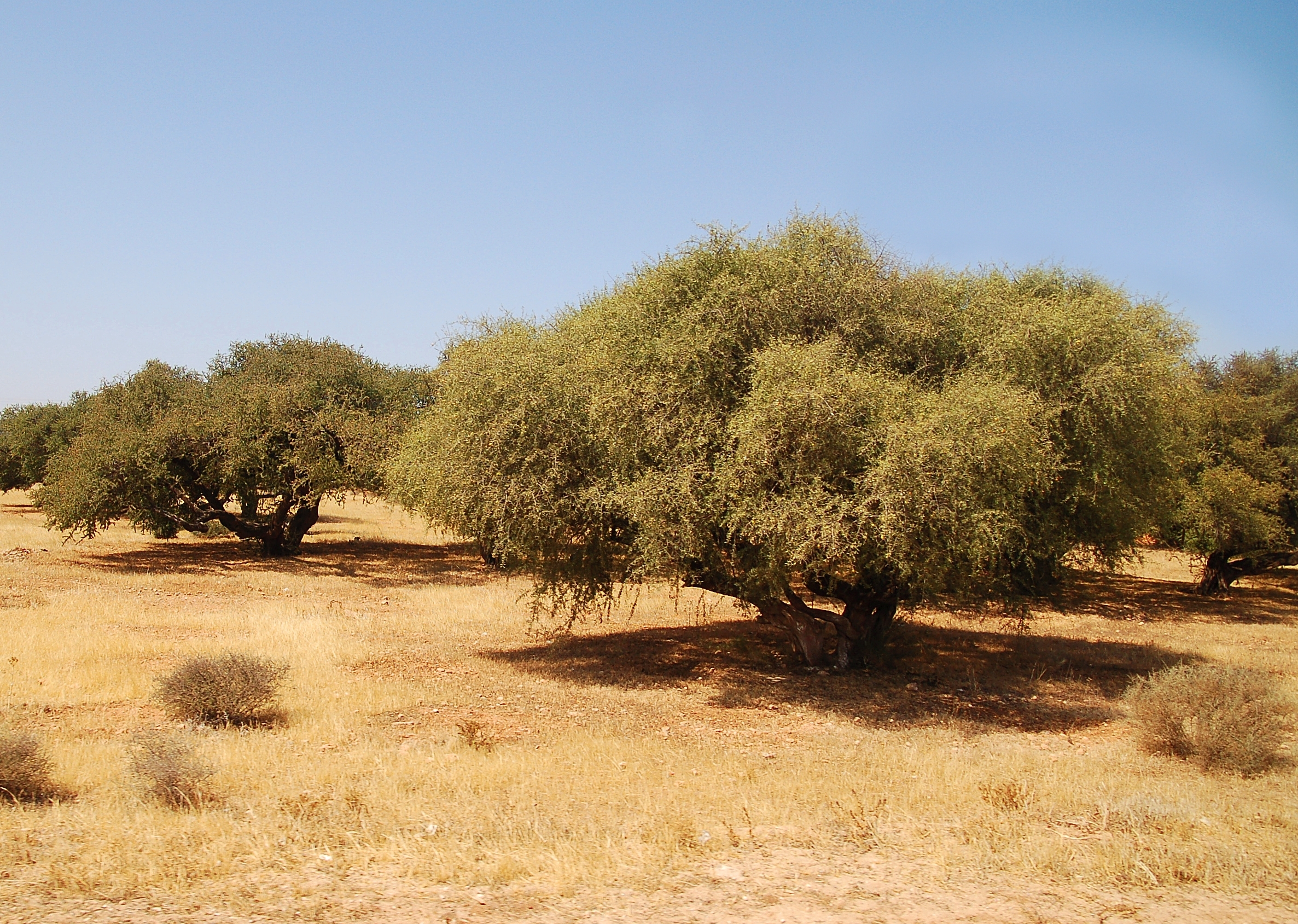
Arganträd i Essaouira.

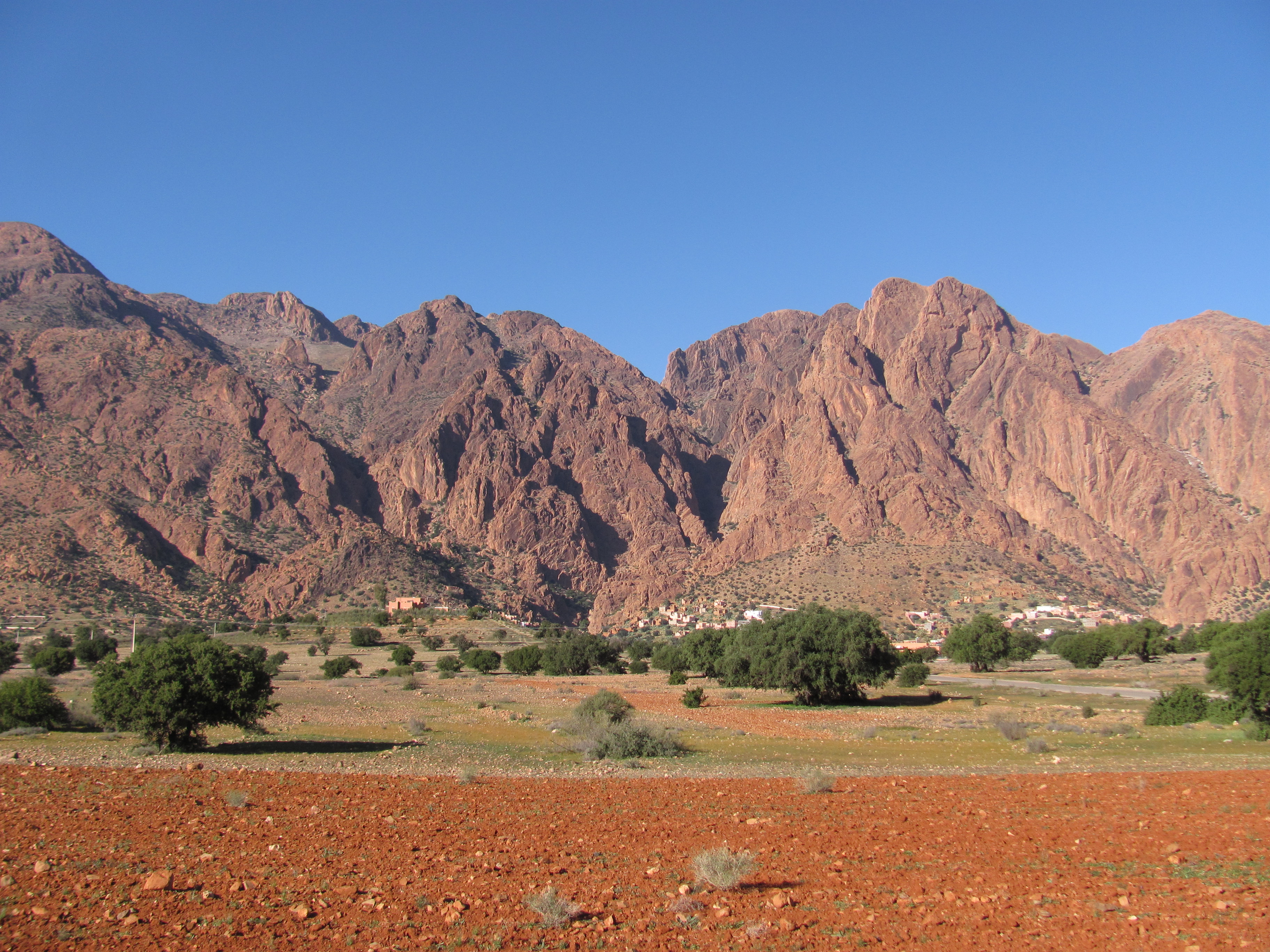
Landskap med arganträd och berg i bakgrunden i Amelndalen i Marocko.